# 蒙斯
蒙斯（法語：Mons，法語發音：[mɔ̃s] ⓘ，荷蘭語發音：[ˈbɛrɣə(n)] ⓘ），比利时瓦隆大区埃諾省城市，同时也是该省省会，通行法语，是比利时法语社群的一部分，人口95,299人（2018年1月1日）。北大西洋公约组织欧洲盟军最高司令部的总部位于此地。

## 交通
- 蒙斯站

## 友好城市
- 法國 瓦讷（1952年）
- 法國 布里亚尔（1962年）
- 法國 图瓦塞（1963年）
- 英国 塞夫頓都會自治市（1964年）
- 中国 长沙市（1998年）
- 美国 小石城（1999年）